# Bela štorklja
Bela štorklja, v vsakdanji rabi pogosto samo »štorklja« (znanstveno ime Ciconia ciconia) je velika in dobro znana ptica selivka iz družine štorkelj (Ciconiidae), ki gnezdi v Evropi, Zahodni in Srednji Aziji ter severozahodni Afriki.

## Opis
Bela štorklja je največji evropski ptič in tudi po drugih značilnostih jo je v tem delu območja razširjenosti praktično nemogoče zamenjati s katerim drugim ptičem. Dolga je od 95 do 110 cm in ima razpon kril med 180 in 218 cm. Tehta od 2,3 do 4,5 kg. Prepoznamo jo po dolgem vratu in nogah, črno-beli operjenosti ter rdeči obarvanosti nog in kljuna. Črna so le letalna peresa in trtica, po ostalem telesu pa so bela. Mladiči imajo nekoliko bolj bledo obarvane noge in kljun, ki se konča s temno konico. 
V letu jo je od daleč možno zamenjati s pelikanom, vendar se od njega razlikuje po tem, da drži vrat iztegnjen, noge pa štrlijo izza repa. Na tleh hodi s počasnimi, gracilnimi koraki. Oglaša se praktično ne, le ob srečanju na gnezdu odrasli glasno trkajo s kljuni.

## Življenjski prostor
Gnezdi v odprti kulturni krajini z dostopom do rek, močvirij in poplavnih ravnic, kjer lovi svoj plen - večinoma male sesalce, pa tudi žabe, kače, žuželke in deževnike. Največkrat tvori manjše kolonije, gnezdo si splete iz vej na drevesu visoko od tal. Ni plašna, zato pogosto gnezdi tudi v bližini človekovih bivališč, na dimnikih, električnih drogovih, zvonikih ipd. Prezimuje v tropskih krajih, kjer se prehranjuje skoraj izključno s kobilicami.

## Razširjenost in populacija
Največ, skoraj 100.000 parov, jih gnezdi v vzhodni Evropi - Poljski, Ukrajini, Belorusiji, Litvi in Latviji. Celotno svetovno populacijo ocenjujejo na več kot pol milijona osebkov, zato je globalno ne obravnavamo kot ogroženo vrsto. Ogrožena je predvsem v zahodni Evropi zaradi izgube habitatov in zastrupljanja s pesticidi. Štorklje, ki živijo v Evropi in zahodni Aziji, prezimujejo v tropskih delih Afrike južno od Sahare. Selijo se v glavnem prek Gibraltarske ožine na zahodu in Bosporja ter bližnjega vzhoda na vzhodu.
Del populacije, ki gnezdi v srednji Aziji in prezimuje na Indijski podcelini, je popolnoma ločen od glavnine in predstavlja po mnenju taksonomov celo ločeno podvrsto, opisano kot Ciconia ciconia asiatica Severtsov, 1873.

### Bela štorklja v Sloveniji
Največ štorkelj gnezdi v severovzhodnem delu države, gnezdilno populacijo ocenjujejo na okoli 200 parov. Občasno kakšen osebek tu tudi prezimi, posebej če je zima blaga. Poleg bele v Sloveniji gnezdi tudi nekaj parov črne štorklje (pa tudi v Slovenskem Porabju), ki pa je mnogo bolj plašna ptica in jo je zelo težko najti. Največ štorkelj živi v panonskem delu Slovenije. Štorklja je simbol Prekmurja (v prekmurščini se imenuje bejli štrk).
V zadnjem času je opaziti tendenco proti jugozahodu države in nekatere štorklje gnezdijo tudi na Gorenjskem. Na Gorenjskem so gnezda v naseljih: Olševek, Cerkljah, Spodnji Brnik, Komenda, Trata pri Škofji Loki, Podlubnik, Mlaka pri Kranju, Tenetiše, Lahovče, Žabnica, Breg ob Savi, Crngrob, Orehek pri Kranju in na Šutni.

## Kulturne reference
Bela štorklja v mnogih okoljih, tudi Sloveniji, predstavlja znanilca sreče v kraju kjer gnezdi, še posebej pri tisti hiši. Razširjeno je tudi izročilo, da štorklja prinaša otroke, kar je verjetno povezano z dejstvom, da gnezdijo tudi na dimnikih hiš.

## Galerij
- Obročka za Belo štorkljo.
- Samica dela s krili senco in tako ščiti mladiča pred močnim soncem
- Mladiča Bele štorklje v gnezdu, postavljenem na Šutni. Oba imata nameščen obroček.
- Samec med hranjenjem mladičev.